# Colgate-Palmolive Grand Prix 1978
Il Colgate-Palmolive Grand Prix 1978 fu una serie di tornei maschili di tennis, che includeva i quattro tornei del Grande Slam, nove tornei del circuito WCT e tutti gli altri tornei del Grand Prix. Iniziò il 9 gennaio con l'ATP Birmingham e si concluse il 14 gennaio 1979 con la finale del Masters.

## Calendario

### Gennaio
| Settimana  | Torneo | Vincitore                                    | Finalista                      | Semifinalisti                     | Eliminati ai quarti                                    |
| ---------- | --- | -------------------------------------------- | ------------------------------ | --------------------------------- | ------------------------------------------------------ |
| 9 gennaio  | ATP Birmingham 1978 Birmingham, Stati Uniti Sintetico indoor – 175 000 $ – S32/D16 Singolare - Doppio        | Björn Borg 7-6 7-5                           | Dick Stockton                  | Vitas Gerulaitis Eddie Dibbs      | Roscoe Tanner Raúl Ramírez Terry Moor Brian Gottfried  |
| 9 gennaio  | ATP Birmingham 1978 Birmingham, Stati Uniti Sintetico indoor – 175 000 $ – S32/D16 Singolare - Doppio        | Vitas Gerulaitis Sandy Mayer 3–6, 6–1, 7–6   | Frew McMillan Dick Stockton    | Vitas Gerulaitis Eddie Dibbs      | Roscoe Tanner Raúl Ramírez Terry Moor Brian Gottfried  |
| 20 gennaio | Pepsi Grand Slam 1978 Boca Raton, Stati Uniti Terra rossa - 250 000 $– S4 Singolare                          | Björn Borg 7-6 3-6 6-1                       | Jimmy Connors                  | Vitas Gerulaitis Brian Gottfried  |                                                        |
| 22 gennaio | Baltimore Open 1978 Baltimora, Stati Uniti Sintetico – 100 000 $ – S32/D16 Singolare - Doppio                | Cliff Drysdale 7-5 6-3                       | Tom Gorman                     | George Hardie Christopher Mottram | Ilie Năstase Sherwood Stewart Dick Crealy Cliff Richey |
| 22 gennaio | Baltimore Open 1978 Baltimora, Stati Uniti Sintetico – 100 000 $ – S32/D16 Singolare - Doppio                | Frew McMillan Fred McNair 6–3, 7–5           | Roger Taylor Antonio Zugarelli | George Hardie Christopher Mottram | Ilie Năstase Sherwood Stewart Dick Crealy Cliff Richey |
| 23 gennaio | U.S. Pro Indoor 1978 Filadelfia, Pennsylvania, USA Sintetico indoor – 225 000 $ – S64/D32 Singolare - Doppio | Jimmy Connors 6-2 6-4 6-3                    | Roscoe Tanner                  | Brian Gottfried Eddie Dibbs       | Raúl Ramírez John McEnroe Sandy Mayer Björn Borg       |
| 23 gennaio | U.S. Pro Indoor 1978 Filadelfia, Pennsylvania, USA Sintetico indoor – 225 000 $ – S64/D32 Singolare - Doppio | Bob Hewitt Frew McMillan 6–4, 6–4            | Vitas Gerulaitis Sandy Mayer   | Brian Gottfried Eddie Dibbs       | Raúl Ramírez John McEnroe Sandy Mayer Björn Borg       |
| 23 gennaio | Sarasota Grand Prix 1978 Sarasota, USA Sintetico indoor – 50 000 $ – S32/D16 Singolare - Doppio              | Tomáš Šmíd 7-6 0-6 7-5                       | Nick Saviano                   |                                   |                                                        |
| 23 gennaio | Sarasota Grand Prix 1978 Sarasota, USA Sintetico indoor – 50 000 $ – S32/D16 Singolare - Doppio              | Colin Dowdeswell Geoff Masters 2-6, 6-3, 6-2 | Byron Bertram Bernard Mitton   |                                   |                                                        |
| 30 gennaio | Mexico City WCT 1978 Città del Messico, Messico Cemento – 50 000 $ – S32/D16 Singolare - Doppio              | Raúl Ramírez 6-4 6-1                         | Pat Du Pré                     | Gene Mayer Roger Taylor           | Steve Docherty Peter Pearson Ross Case Anand Amritraj  |
| 30 gennaio | Mexico City WCT 1978 Città del Messico, Messico Cemento – 50 000 $ – S32/D16 Singolare - Doppio              | Gene Mayer Sashi Menon 6-3, 7-6              | Marcelo Lara Raúl Ramírez      | Gene Mayer Roger Taylor           | Steve Docherty Peter Pearson Ross Case Anand Amritraj  |
| 30 gennaio | Richmond WCT 1978 Richmond, Stati Uniti Sintetico indoor – 175 000 $ – S32/D16 Singolare - Doppio            | Vitas Gerulaitis 6-3 6-4                     | John Newcombe                  | Eddie Dibbs Corrado Barazzutti    | Björn Borg Rod Laver Peter Fleming Ken Rosewall        |
| 30 gennaio | Richmond WCT 1978 Richmond, Stati Uniti Sintetico indoor – 175 000 $ – S32/D16 Singolare - Doppio            | Bob Hewitt Frew McMillan 6–3, 7–5            | Vitas Gerulaitis Sandy Mayer   | Eddie Dibbs Corrado Barazzutti    | Björn Borg Rod Laver Peter Fleming Ken Rosewall        |

### Febbraio
| Settimana   | Torneo | Vincitore                                  | Finalista                    | Semifinalisti                    | Eliminati ai quarti                                     |
| ----------- | --- | ------------------------------------------ | ---------------------------- | -------------------------------- | ------------------------------------------------------- |
| 5 febbraio  | Little Rock Open 1978 Little Rock, Stati Uniti Sintetico indoor– 50 000 $ – S32/D16 Singolare - Doppio                          | Dick Stockton 6–4, 3–5 ritiro              | Hank Pfister                 | Victor Amaya Byron Bertram       | Nick Saviano Jiří Hřebec Charlie Pasarell Tim Gullikson |
| 5 febbraio  | Little Rock Open 1978 Little Rock, Stati Uniti Sintetico indoor– 50 000 $ – S32/D16 Singolare - Doppio                          | Colin Dibley Geoff Masters 7–6, 6–3        | Tim Gullikson Tom Gullikson  | Victor Amaya Byron Bertram       | Nick Saviano Jiří Hřebec Charlie Pasarell Tim Gullikson |
| 12 febbraio | Springfield International Tennis Classic 1978 Springfield, Stati Uniti Sintetico indoor – 75 000 $ – S32/D16 Singolare - Doppio | Heinz Günthardt 6-3 3-6 6-2                | Harold Solomon               | Tomáš Šmíd Byron Bertram         | Marty Riessen Bob Lutz Jan Kodeš Stan Smith             |
| 12 febbraio | Springfield International Tennis Classic 1978 Springfield, Stati Uniti Sintetico indoor – 75 000 $ – S32/D16 Singolare - Doppio | Robert Lutz Stan Smith 6–3, 6–3            | Jan Kodeš Marty Riessen      | Tomáš Šmíd Byron Bertram         | Marty Riessen Bob Lutz Jan Kodeš Stan Smith             |
| 12 febbraio | St. Louis WCT 1978 St. Louis, Stati Uniti Sintetico indoor – 175 000 $ – S32/D16 Singolare - Doppio                             | Sandy Mayer 7-6 6-4                        | Eddie Dibbs                  | Željko Franulović John Alexander | Wojciech Fibak Chris Lewis Dick Stockton John Newcombe  |
| 12 febbraio | St. Louis WCT 1978 St. Louis, Stati Uniti Sintetico indoor – 175 000 $ – S32/D16 Singolare - Doppio                             | Bob Hewitt Frew McMillan 6–3, 6–2          | Wojciech Fibak Tom Okker     | Željko Franulović John Alexander | Wojciech Fibak Chris Lewis Dick Stockton John Newcombe  |
| 13 febbraio | Rancho Mirage Tennis Games 1978 Rancho Mirage, Stati Uniti Cemento – 225 000 $ – S64/D32 Singolare - Doppio                     | Roscoe Tanner 6-1 7-6                      | Raúl Ramírez                 | Peter Fleming Tom Leonard        | Brian Gottfried Ilie Năstase Manuel Orantes Arthur Ashe |
| 13 febbraio | Rancho Mirage Tennis Games 1978 Rancho Mirage, Stati Uniti Cemento – 225 000 $ – S64/D32 Singolare - Doppio                     | Raymond Moore Roscoe Tanner 6–4, 6–4       | Bob Hewitt Frew McMillan     | Peter Fleming Tom Leonard        | Brian Gottfried Ilie Năstase Manuel Orantes Arthur Ashe |
| 20 febbraio | Denver Open 1978 Denver, Stati Uniti Sintetico indoor – 125 000 $ – S32/D16 Singolare - Doppio                                  | Jimmy Connors 6-2 7-6                      | Stan Smith                   | Geoff Masters Arthur Ashe        | Nick Saviano Tom Leonard Wojciech Fibak Frew McMillan   |
| 20 febbraio | Denver Open 1978 Denver, Stati Uniti Sintetico indoor – 125 000 $ – S32/D16 Singolare - Doppio                                  | Bob Hewitt Frew McMillan 6–3, 6–2          | Fred McNair Sherwood Stewart | Geoff Masters Arthur Ashe        | Nick Saviano Tom Leonard Wojciech Fibak Frew McMillan   |
| 27 febbraio | U.S. Indoor National Championships 1978 Memphis, USA Sintetico indoor – 225 000 $ – S32/D16 Singolare - Doppio                  | Jimmy Connors 7-6 6-3                      | Tim Gullikson                | José Higueras Sandy Mayer        | Mark Cox John Lloyd Eddie Dibbs Bob Lutz                |
| 27 febbraio | U.S. Indoor National Championships 1978 Memphis, USA Sintetico indoor – 225 000 $ – S32/D16 Singolare - Doppio                  | Brian Gottfried Raúl Ramírez 3-6, 7-6, 6-2 | Phil Dent John Newcombe      | José Higueras Sandy Mayer        | Mark Cox John Lloyd Eddie Dibbs Bob Lutz                |
| 27 febbraio | Miami Open 1978 Miami, Stati Uniti Sintetico indoor – 50 000 $ – S32/D16 Singolare - Doppio                                     | Ilie Năstase 6-3 7-5                       | Tom Gullikson                | Dick Crealy Brian Teacher        | Björn Borg Anand Amritraj Cliff Richey Van Winitsky     |
| 27 febbraio | Miami Open 1978 Miami, Stati Uniti Sintetico indoor – 50 000 $ – S32/D16 Singolare - Doppio                                     | Tom Gullikson Gene Mayer 7-6, 6-3          | Bob Carmichael Brian Teacher | Dick Crealy Brian Teacher        | Björn Borg Anand Amritraj Cliff Richey Van Winitsky     |

### Marzo
| Settimana | Torneo                                                                                                   | Vincitore                                    | Finalista                          | Semifinalisti                    | Eliminati ai quarti                                             |
| --------- | --- | -------------------------------------------- | ---------------------------------- | -------------------------------- | --------------------------------------------------------------- |
| 5 marzo   | Lagos Open 1978 Lagos, Nigeria Terra rossa – 50 000 $ – S32/D16 Singolare - Doppio                       | Kjell Johansson 9-8 6-3                      | Robin Drysdale                     | Sashi Menon Ismail El Shafei     | Bernard Fritz Tenny Svensson Colin Dowdeswell Jürgen Fassbender |
| 5 marzo   | Lagos Open 1978 Lagos, Nigeria Terra rossa – 50 000 $ – S32/D16 Singolare - Doppio                       | George Hardie Sashi Menon 6–3, 3–6, 7–5      | Colin Dowdeswell Jürgen Fassbender | Sashi Menon Ismail El Shafei     | Bernard Fritz Tenny Svensson Colin Dowdeswell Jürgen Fassbender |
| 12 marzo  | Cairo Open 1978 Il Cairo, Egitto Terra rossa – 38 000 $ – S16/D8 Singolare - Doppio                      | José Higueras 4-6 6-4 6-4                    | Kjell Johansson                    | Jürgen Fassbender Éric Deblicker | Patrice Dominguez François Jauffret George Hardie Nikki Spear   |
| 12 marzo  | Cairo Open 1978 Il Cairo, Egitto Terra rossa – 38 000 $ – S16/D8 Singolare - Doppio                      | Ismail El Shafei Brian Fairlie 6–3, 7–5, 6–2 | Lito Álvarez George Hardie         | Jürgen Fassbender Éric Deblicker | Patrice Dominguez François Jauffret George Hardie Nikki Spear   |
| 13 marzo  | Washington Indoor 1978 Washington, Stati Uniti Sintetico indoor – 125 000 $ – S32/D16 Singolare - Doppio | Brian Gottfried 7-5 7-6                      | Raúl Ramírez                       | Manuel Orantes Roscoe Tanner     | Stan Smith John McEnroe Tim Gullikson Brian Teacher             |
| 13 marzo  | Washington Indoor 1978 Washington, Stati Uniti Sintetico indoor – 125 000 $ – S32/D16 Singolare - Doppio | Robert Lutz Stan Smith 6–7, 7–5, 6–1         | Arthur Ashe John McEnroe           | Manuel Orantes Roscoe Tanner     | Stan Smith John McEnroe Tim Gullikson Brian Teacher             |
| 20 marzo  | WCT Tournament of Champions 1978 Las Vegas, Stati Uniti Sintetico indoor – 200 000 $ – S16 Singolare     | Björn Borg 6–5, 5–6, 6–4, 6–5                | Vitas Gerulaitis                   | Harold Solomon Cliff Drysdale    | Jeff Borowiak Sandy Mayer Eddie Dibbs Tony Roche                |
| 27 marzo  | Milan Indoor 1978 Milano, Italia Sintetico indoor – 175 000 $ – S32/D16 Singolare - Doppio               | Björn Borg 6-3 6-3                           | Vitas Gerulaitis                   | Stan Smith Sandy Mayer           | Adriano Panatta Gianni Ocleppo Bob Lutz José Higueras           |
| 27 marzo  | Milan Indoor 1978 Milano, Italia Sintetico indoor – 175 000 $ – S32/D16 Singolare - Doppio               | José Higueras Víctor Pecci 6–3, 7–5          | Wojciech Fibak Raúl Ramírez        | Stan Smith Sandy Mayer           | Adriano Panatta Gianni Ocleppo Bob Lutz José Higueras           |

### Aprile
| Settimana | Torneo                                                                                                | Vincitore                                    | Finalista                    | Semifinalisti                        | Eliminati ai quarti                                         |
| --------- | --- | -------------------------------------------- | ---------------------------- | ------------------------------------ | ----------------------------------------------------------- |
| 2 aprile  | Dayton Open 1978 Dayton, USA Sintetico – 75 000 $ – S32/D16 Singolare - Doppio                        | Brian Gottfried 2-6 6-4 7-6                  | Eddie Dibbs                  |                                      |                                                             |
| 2 aprile  | Dayton Open 1978 Dayton, USA Sintetico – 75 000 $ – S32/D16 Singolare - Doppio                        | Brian Gottfried Geoff Masters 6-3, 6-4       | Hank Pfister Butch Walts     |                                      |                                                             |
| 3 aprile  | Johannesburg Indoor 1978 Johannesburg, Sudafrica Cemento – 75 000 $ – S32/D16 Singolare - Doppio      | Cliff Richey 6-2 6-4                         | Colin Dowdeswell             | Guillermo Vilas Bernie Mitton        | Éric Deblicker Colin Dibley Yannick Noah Frew McMillan      |
| 3 aprile  | Johannesburg Indoor 1978 Johannesburg, Sudafrica Cemento – 75 000 $ – S32/D16 Singolare - Doppio      | Bob Hewitt Frew McMillan 7-5, 7-6            | Colin Dibley Geoff Masters   | Guillermo Vilas Bernie Mitton        | Éric Deblicker Colin Dibley Yannick Noah Frew McMillan      |
| 3 aprile  | Rotterdam Open 1978 Rotterdam, Paesi Bassi Sintetico indoor – 175 000 $ – S32/D16 Singolare - Doppio  | Jimmy Connors 7-5 7-5                        | Raúl Ramírez                 | Vitas Gerulaitis Ilie Năstase        | Dick Stockton Bob Lutz Kim Warwick Björn Borg               |
| 3 aprile  | Rotterdam Open 1978 Rotterdam, Paesi Bassi Sintetico indoor – 175 000 $ – S32/D16 Singolare - Doppio  | Fred McNair Raúl Ramírez 6–2, 6–3            | Robert Lutz Stan Smith       | Vitas Gerulaitis Ilie Năstase        | Dick Stockton Bob Lutz Kim Warwick Björn Borg               |
| 10 aprile | Monte Carlo Open 1978 Monte Carlo, Monaco Terra rossa – 175 000 $ – S32/D16 Singolare - Doppio        | Raúl Ramírez 6-3 6-3 6-4                     | Tomáš Šmíd                   | Vitas Gerulaitis Corrado Barazzutti  | Guillermo Vilas Ilie Năstase Manuel Orantes Adriano Panatta |
| 10 aprile | Monte Carlo Open 1978 Monte Carlo, Monaco Terra rossa – 175 000 $ – S32/D16 Singolare - Doppio        | Peter Fleming Tomáš Šmíd 6-4, 7-5            | Jaime Fillol Ilie Năstase    | Vitas Gerulaitis Corrado Barazzutti  | Guillermo Vilas Ilie Năstase Manuel Orantes Adriano Panatta |
| 16 aprile | Guadalajara Open 1978 Guadalajara, Messico Terra rossa – 50 000 $ – S32/D16 Singolare - Doppio        | Gene Mayer 6-3 6-4                           | John Newcombe                | Sandy Mayer Ricardo Ycaza            | George Hardie Marcelo Lara Ray Ruffels Sherwood Stewart     |
| 16 aprile | Guadalajara Open 1978 Guadalajara, Messico Terra rossa – 50 000 $ – S32/D16 Singolare - Doppio        | Sandy Mayer Sherwood Stewart 4-6, 7-6, 6-3   | Gene Mayer Sashi Menon       | Sandy Mayer Ricardo Ycaza            | George Hardie Marcelo Lara Ray Ruffels Sherwood Stewart     |
| 17 aprile | Houston Open 1978 Houston, Stati Uniti Terra rossa – 175 000 $ – S32/D16 Singolare - Doppio           | Brian Gottfried 3-6 6-2 6-1                  | Ilie Năstase                 | Corrado Barazzutti Željko Franulović | Jeff Borowiak Hans Gildemeister Harold Solomon Jaime Fillol |
| 17 aprile | Houston Open 1978 Houston, Stati Uniti Terra rossa – 175 000 $ – S32/D16 Singolare - Doppio           | Wojciech Fibak Tom Okker 7-5, 7-5            | Tom Leonard Mike Machette    | Corrado Barazzutti Željko Franulović | Jeff Borowiak Hans Gildemeister Harold Solomon Jaime Fillol |
| 17 aprile | ATP Nizza 1978 Nizza, Francia Terra rossa – 50 000 $ – S32/D16 Singolare - Doppio                     | José Higueras 6-3 6-4 6-4                    | Yannick Noah                 | Patrick Proisy Chris Lewis           | José Luis Clerc Tomáš Šmíd Pavel Hutka Jiří Hřebec          |
| 17 aprile | ATP Nizza 1978 Nizza, Francia Terra rossa – 50 000 $ – S32/D16 Singolare - Doppio                     | Patrice Dominguez François Jauffret 6-4, 6-0 | Jan Kodeš Tomáš Šmíd         | Patrick Proisy Chris Lewis           | José Luis Clerc Tomáš Šmíd Pavel Hutka Jiří Hřebec          |
| 17 aprile | San Jose Indoor 1978 San Jose, Stati Uniti Sintetico indoor – 50 000 $ – S32/D16 Singolare - Doppio   | Arthur Ashe 6-7 6-1 6-2                      | Bernie Mitton                | John McEnroe Roscoe Tanner           | Trey Waltke Erik Van Dillen Eliot Teltscher Byron Bertram   |
| 17 aprile | San Jose Indoor 1978 San Jose, Stati Uniti Sintetico indoor – 50 000 $ – S32/D16 Singolare - Doppio   | Gene Mayer Sandy Mayer 6-3, 6-4              | Hank Pfister Brad Rowe       | John McEnroe Roscoe Tanner           | Trey Waltke Erik Van Dillen Eliot Teltscher Byron Bertram   |
| 24 aprile | Alan King Tennis Classic 1978 Las Vegas, Stati Uniti Cemento – 250 000 $ – S32/D16 Singolare - Doppio | Harold Solomon 6-1 3-0 ritiro                | Corrado Barazzutti           | Hank Pfister Raúl Ramírez            | Roscoe Tanner John Newcombe Kim Warwick Brian Gottfried     |
| 24 aprile | Alan King Tennis Classic 1978 Las Vegas, Stati Uniti Cemento – 250 000 $ – S32/D16 Singolare - Doppio | Álvaro Fillol Jaime Fillol 6–3, 7–6          | Bob Hewitt Raúl Ramírez      | Hank Pfister Raúl Ramírez            | Roscoe Tanner John Newcombe Kim Warwick Brian Gottfried     |
| 30 aprile | ATP Tulsa 1978 Tulsa, Stati Uniti Cemento – 50 000 $ – S32/D16 Singolare - Doppio                     | Eddie Dibbs 6-7 6-2 7-5                      | Pat Du Pré                   | John James Steve Docherty            | Bruce Manson Carlos Kirmayr Pancho Walthall Dick Stockton   |
| 30 aprile | ATP Tulsa 1978 Tulsa, Stati Uniti Cemento – 50 000 $ – S32/D16 Singolare - Doppio                     | Russell Simpson Van Winitsky 4–6, 7–6, 6–2   | Carlos Kirmayr Ricardo Ycaza | John James Steve Docherty            | Bruce Manson Carlos Kirmayr Pancho Walthall Dick Stockton   |

### Maggio
| Settimana | Torneo | Vincitore                                              | Finalista                         | Semifinalisti                      | Eliminati ai quarti                                                |
| --------- | --- | ------------------------------------------------------ | --------------------------------- | ---------------------------------- | ------------------------------------------------------------------ |
| 3 maggio  | Masters Doubles WCT 1978 Kansas City, Stati Uniti Sintetico indoor – 200 000 $ – D8 Doppio                               | Wojciech Fibak Tom Okker 6–7, 6–4, 6–0, 6–3            | Robert Lutz Stan Smith            |                                    |                                                                    |
| 9 maggio  | WCT Finals 1978 Dallas, Stati Uniti Sintetico indoor – 200 000 $ – S8 Singolare                                          | Vitas Gerulaitis 6-3 6-2 6-1                           | Eddie Dibbs                       | Björn Borg Corrado Barazzutti      | Dick Stockton Raúl Ramírez Ilie Năstase Brian Gottfried            |
| 15 maggio | ATP German Open 1978 Amburgo, Germania dell'Ovest Terra rossa – 175 000 $ – S64/D32 Singolare - Doppio                   | Guillermo Vilas 6-2 6-4 6-2                            | Wojciech Fibak                    | Manuel Orantes Christopher Mottram | Kjell Johansson Vladimír Zedník Hans Gildemeister Paolo Bertolucci |
| 15 maggio | ATP German Open 1978 Amburgo, Germania dell'Ovest Terra rossa – 175 000 $ – S64/D32 Singolare - Doppio                   | Wojciech Fibak Tom Okker 6-2, 6-4                      | Antonio Muñoz Víctor Pecci        | Manuel Orantes Christopher Mottram | Kjell Johansson Vladimír Zedník Hans Gildemeister Paolo Bertolucci |
| 21 maggio | ATP Firenze 1978 Firenze, Italia Terra rossa – 50 000 $ – S32/D16 Singolare - Doppio                                     | José Luis Clerc 6-4 6-2 6-1                            | Patrice Dominguez                 | Ángel Giménez John Alexander       | Jiří Granát Rick Fagel Lito Álvarez Ricardo Ycaza                  |
| 21 maggio | ATP Firenze 1978 Firenze, Italia Terra rossa – 50 000 $ – S32/D16 Singolare - Doppio                                     | Corrado Barazzutti Adriano Panatta 6-3, 6-7, 6-3       | Mark Edmondson John Marks         | Ángel Giménez John Alexander       | Jiří Granát Rick Fagel Lito Álvarez Ricardo Ycaza                  |
| 22 maggio | Internazionali d'Italia 1978 Roma, Italia Terra rossa – 175 000 $ – S64/D32 Singolare - Doppio                           | Björn Borg 1-6 6-3 6-1 4-6 6-3                         | Adriano Panatta                   | Eddie Dibbs José Higueras          | Harold Solomon John Lloyd John Alexander Victor Amaya              |
| 22 maggio | Internazionali d'Italia 1978 Roma, Italia Terra rossa – 175 000 $ – S64/D32 Singolare - Doppio                           | Víctor Pecci Belus Prajoux 6–7, 7–6, 6–1               | Jan Kodeš Tomáš Šmíd              | Eddie Dibbs José Higueras          | Harold Solomon John Lloyd John Alexander Victor Amaya              |
| 23 maggio | Internazionali di Tennis di Baviera 1978 Monaco di Baviera, Germania Terra rossa – 75 000 $ – S32/D16 Singolare - Doppio | Guillermo Vilas 6-1 6-3 6-3                            | Christopher Mottram               | Balázs Taróczy Željko Franulović   | Vladimír Zedník Uli Pinner Karl Meiler Carlos Kirmayr              |
| 23 maggio | Internazionali di Tennis di Baviera 1978 Monaco di Baviera, Germania Terra rossa – 75 000 $ – S32/D16 Singolare - Doppio | Ion Țiriac Guillermo Vilas 3-6, 6-4, 7-6               | Jürgen Fassbender Tom Okker       | Balázs Taróczy Željko Franulović   | Vladimír Zedník Uli Pinner Karl Meiler Carlos Kirmayr              |
| 29 maggio | Open di Francia 1978 Parigi, Francia Grande Slam Terra rossa Singolare - Doppio - Doppio misto                           | Björn Borg 6-1 6-1 6-3                                 | Guillermo Vilas                   | Corrado Barazzutti Dick Stockton   | Raúl Ramírez Eddie Dibbs Manuel Orantes Hans Gildemeister          |
| 29 maggio | Open di Francia 1978 Parigi, Francia Grande Slam Terra rossa Singolare - Doppio - Doppio misto                           | Gene Mayer Hank Pfister 6–3, 6–2, 6–2                  | José Higueras Manuel Orantes      | Corrado Barazzutti Dick Stockton   | Raúl Ramírez Eddie Dibbs Manuel Orantes Hans Gildemeister          |
| 29 maggio | Open di Francia 1978 Parigi, Francia Grande Slam Terra rossa Singolare - Doppio - Doppio misto                           | Doppio misto: Renáta Tomanová Pavel Složil 7–6, ritiro | Virginia Ruzici Patrice Dominguez | Corrado Barazzutti Dick Stockton   | Raúl Ramírez Eddie Dibbs Manuel Orantes Hans Gildemeister          |

### Giugno
| Settimana | Torneo                                                                                              | Vincitore                                          | Finalista                           | Semifinalisti                    | Eliminati ai quarti                                                       |
| --------- | --------------------------------------------------------------------------------------------------- | -------------------------------------------------- | ----------------------------------- | -------------------------------- | ------------------------------------------------------------------------- |
| 12 giugno | Brussels Outdoor 1978 Bruxelles, Belgio Terra rossa – 50 000 $ – S32/D16 Singolare - Doppio         | Werner Zirngibl 1-6 6-3 6-4                        | Ricardo Cano                        | Adriano Panatta Paolo Bertolucci | Jiří Granát Jürgen Fassbender Antonio Muñoz Éric Deblicker                |
| 12 giugno | Brussels Outdoor 1978 Bruxelles, Belgio Terra rossa – 50 000 $ – S32/D16 Singolare - Doppio         | Jean-Louis Haillet Antonio Zugarelli 6–3, 4–6, 7–5 | Onny Parun Vladimír Zedník          | Adriano Panatta Paolo Bertolucci | Jiří Granát Jürgen Fassbender Antonio Muñoz Éric Deblicker                |
| 12 giugno | Birmingham Open 1978 Birmingham, Gran Bretagna Erba – 125 000 $ – S64/D32 Singolare - Doppio        | Jimmy Connors 6-3 6-1 6-2                          | Raúl Ramírez                        | Roscoe Tanner Brian Gottfried    | Ismail El Shafei John Newcombe Belus Prajoux Bernie Mitton                |
| 12 giugno | Birmingham Open 1978 Birmingham, Gran Bretagna Erba – 125 000 $ – S64/D32 Singolare - Doppio        | Vitas Gerulaitis Sandy Mayer 4-6 6-1 3-6 8-6 6-3   | Frew McMillan Dick Stockton         | Roscoe Tanner Brian Gottfried    | Ismail El Shafei John Newcombe Belus Prajoux Bernie Mitton                |
| 19 giugno | Queen's Club Championships 1978 Londra, Gran Bretagna Erba – 125 000 $ – S64/D32 Singolare - Doppio | Tony Roche 8-6 9-7                                 | John McEnroe                        | Colin Dibley Sandy Mayer         | John Alexander Tom Gullikson Nick Saviano John Lloyd                      |
| 19 giugno | Queen's Club Championships 1978 Londra, Gran Bretagna Erba – 125 000 $ – S64/D32 Singolare - Doppio | Bob Hewitt Frew McMillan 6–2, 7–5                  | Fred McNair Raúl Ramírez            | Colin Dibley Sandy Mayer         | John Alexander Tom Gullikson Nick Saviano John Lloyd                      |
| 26 giugno | Berlin Open 1978 Berlino, Germania Terra rossa – 50 000 $ – S32/D16 Singolare - Doppio              | Vladimír Zedník 6-4 7-5 6-2                        | Harald Elschenbroich                | Andreas Maurer Peter Elter       | François Jauffret Željko Franulović Hans-Jürgen Pohmann Hans Gildemeister |
| 26 giugno | Berlin Open 1978 Berlino, Germania Terra rossa – 50 000 $ – S32/D16 Singolare - Doppio              | Colin Dowdeswell Jürgen Fassbender 6-3, 6-4        | Željko Franulović Hans Gildemeister | Andreas Maurer Peter Elter       | François Jauffret Željko Franulović Hans-Jürgen Pohmann Hans Gildemeister |
| 26 giugno | Torneo di Wimbledon 1978 Wimbledon, Gran Bretagna Grande Slam Erba Singolare - Doppio - Misto       | Björn Borg 6-2 6-2 6-3                             | Jimmy Connors                       | Tom Okker Vitas Gerulaitis       | Sandy Mayer Ilie Năstase Brian Gottfried Raúl Ramírez                     |
| 26 giugno | Torneo di Wimbledon 1978 Wimbledon, Gran Bretagna Grande Slam Erba Singolare - Doppio - Misto       | Bob Hewitt Frew McMillan 6-1 6-4 6-2               | Peter Fleming John McEnroe          | Tom Okker Vitas Gerulaitis       | Sandy Mayer Ilie Năstase Brian Gottfried Raúl Ramírez                     |
| 26 giugno | Torneo di Wimbledon 1978 Wimbledon, Gran Bretagna Grande Slam Erba Singolare - Doppio - Misto       | Doppio misto: Frew McMillan Betty Stöve 6-2 6-2    | Ray Ruffels Billie Jean King        | Tom Okker Vitas Gerulaitis       | Sandy Mayer Ilie Năstase Brian Gottfried Raúl Ramírez                     |

### Luglio
| Settimana | Torneo | Vincitore                                   | Finalista                      | Semifinalisti                      | Eliminati ai quarti                                                          |
| --------- | --- | ------------------------------------------- | ------------------------------ | ---------------------------------- | ---------------------------------------------------------------------------- |
| 10 luglio | WCT Invitational 1978 Forest Hills, Stati Uniti Terra verde– 300 000 $ – S16/D8 Singolare - Doppio          | Vitas Gerulaitis 6-2 6-0                    | Ilie Năstase                   | John McEnroe Wojciech Fibak        |                                                                              |
| 10 luglio | WCT Invitational 1978 Forest Hills, Stati Uniti Terra verde– 300 000 $ – S16/D8 Singolare - Doppio          | John Alexander Phil Dent 7–6, 7–6           | Fred McNair Sherwood Stewart   | John McEnroe Wojciech Fibak        |                                                                              |
| 10 luglio | Swiss Open Gstaad 1978 Gstaad, Svizzera Terra rossa – 75 000 $ – S32/D16 Singolare - Doppio                 | Guillermo Vilas 6-3 7-6 6-4                 | José Luis Clerc                | Jeff Borowiak Uli Pinner           | Heinz Günthardt Belus Prajoux Cliff Letcher Tom Okker                        |
| 10 luglio | Swiss Open Gstaad 1978 Gstaad, Svizzera Terra rossa – 75 000 $ – S32/D16 Singolare - Doppio                 | Mark Edmondson Tom Okker 6-4, 1-6, 6-1, 6-4 | Bob Hewitt Kim Warwick         | Jeff Borowiak Uli Pinner           | Heinz Günthardt Belus Prajoux Cliff Letcher Tom Okker                        |
| 10 luglio | Hall of Fame Tennis Championships 1978 Newport, USA Erba – 75 000 $ – S32/D16 Singolare - Doppio            | Bernie Mitton 6-1 3-6 7-6                   | John James                     | Bob Giltinan Tom Gullikson         | Arthur Ashe Russell Simpson Tim Wilkison Tim Gullikson                       |
| 10 luglio | Hall of Fame Tennis Championships 1978 Newport, USA Erba – 75 000 $ – S32/D16 Singolare - Doppio            | Tim Gullikson Tom Gullikson 6-4, 6-4        | Colin Dibley Bob Giltinan      | Bob Giltinan Tom Gullikson         | Arthur Ashe Russell Simpson Tim Wilkison Tim Gullikson                       |
| 10 luglio | Cincinnati Open 1978 Cincinnati, Stati Uniti Terra rossa – 125 000 $ – S64/D32 Singolare - Doppio           | Eddie Dibbs 5-7 6-3 6-2                     | Raúl Ramírez                   | Harold Solomon Terry Moor          | Erick Iskersky Hans Gildemeister Peter McNamara Francisco González           |
| 10 luglio | Cincinnati Open 1978 Cincinnati, Stati Uniti Terra rossa – 125 000 $ – S64/D32 Singolare - Doppio           | Gene Mayer Raúl Ramírez 6-3, 6-3            | Ismail El Shafei Brian Fairlie | Harold Solomon Terry Moor          | Erick Iskersky Hans Gildemeister Peter McNamara Francisco González           |
| 17 luglio | Swedish Open 1978 Båstad, Svezia Terra rossa – 75 000 $ – S32/D16 Singolare - Doppio                        | Björn Borg 6-1 6-2                          | Corrado Barazzutti             | Antonio Muñoz Balázs Taróczy       | Chris Lewis Kjell Johansson Mark Edmondson Raymond Moore                     |
| 17 luglio | Swedish Open 1978 Båstad, Svezia Terra rossa – 75 000 $ – S32/D16 Singolare - Doppio                        | Bob Carmichael Mark Edmondson 7-5, 6-4      | Peter Szoke Balázs Taróczy     | Antonio Muñoz Balázs Taróczy       | Chris Lewis Kjell Johansson Mark Edmondson Raymond Moore                     |
| 17 luglio | Mercedes Cup 1978 Stoccarda, Germania Terra rossa – 50 000 $ – S32/D16a Singolare - Doppio                  | Uli Pinner 6-2 6-2 7-6                      | Kim Warwick                    | Christopher Mottram Carlos Kirmayr | Belus Prajoux Željko Franulović Klaus Eberhard Peter Elter                   |
| 17 luglio | Mercedes Cup 1978 Stoccarda, Germania Terra rossa – 50 000 $ – S32/D16a Singolare - Doppio                  | Jan Kodeš Tomáš Šmíd 6-3, 7-6               | Carlos Kirmayr Belus Prajoux   | Christopher Mottram Carlos Kirmayr | Belus Prajoux Željko Franulović Klaus Eberhard Peter Elter                   |
| 17 luglio | Washington Open 1978 Washington, Stati Uniti Terra rossa – 175 000 $ – S64/D32 Singolare - Doppio           | Jimmy Connors 7-5 7-5                       | Eddie Dibbs                    | José Higueras Manuel Orantes       | Hans Gildemeister Harold Solomon Wojciech Fibak Jaime Fillol                 |
| 17 luglio | Washington Open 1978 Washington, Stati Uniti Terra rossa – 175 000 $ – S64/D32 Singolare - Doppio           | Arthur Ashe Bob Hewitt 6-3, 6-4             | Fred McNair Raúl Ramírez       | José Higueras Manuel Orantes       | Hans Gildemeister Harold Solomon Wojciech Fibak Jaime Fillol                 |
| 24 luglio | Dutch Open 1978 Hilversum, Paesi Bassi Terra rossa – 50 000 $ – S32/D16 Singolare - Doppio                  | Balázs Taróczy 2-6 6-1 6-2 6-4              | Tom Okker                      | Corrado Barazzutti Peter Elter     | David Carter Uli Pinner Patrick Proisy Christopher Mottram                   |
| 24 luglio | Dutch Open 1978 Hilversum, Paesi Bassi Terra rossa – 50 000 $ – S32/D16 Singolare - Doppio                  | Tom Okker Balázs Taróczy 7-6 4-6 7-5        | Bob Carmichael Mark Edmondson  | Corrado Barazzutti Peter Elter     | David Carter Uli Pinner Patrick Proisy Christopher Mottram                   |
| 24 luglio | Austrian Open 1978 Kitzbühel, Austria Terra rossa – 75 000 $ – S32/D16 Singolare - Doppio                   | Chris Lewis 6-1 6-4 6-0                     | Vladimír Zedník                | José Luis Clerc Jiří Hřebec        | Guillermo Vilas Szabolcs Baranyi Željko Franulović Christophe Roger-Vasselin |
| 24 luglio | Austrian Open 1978 Kitzbühel, Austria Terra rossa – 75 000 $ – S32/D16 Singolare - Doppio                   | Mike Fishbach Chris Lewis 6-7, 6-4, 6-3     | Pavel Hutka Pavel Složil       | José Luis Clerc Jiří Hřebec        | Guillermo Vilas Szabolcs Baranyi Željko Franulović Christophe Roger-Vasselin |
| 30 luglio | Louisville Open 1978 Louisville, Stati Uniti Terra rossa – 175 000 $ – S64/D32 Singolare - Doppio           | Harold Solomon 6-2 6-2                      | John Alexander                 | Wojciech Fibak Eddie Dibbs         | Brian Gottfried Manuel Orantes Patricio Cornejo Nick Saviano                 |
| 30 luglio | Louisville Open 1978 Louisville, Stati Uniti Terra rossa – 175 000 $ – S64/D32 Singolare - Doppio           | Wojciech Fibak Víctor Pecci 6–4, 6–7, 6–4   | Victor Amaya John James        | Wojciech Fibak Eddie Dibbs         | Brian Gottfried Manuel Orantes Patricio Cornejo Nick Saviano                 |
| 30 luglio | South Orange Open 1978 South Orange, Stati Uniti Terra rossa – 75 000 $ – S32/D16 Singolare - Doppio        | Guillermo Vilas 6-1 6-3                     | José Luis Clerc                | Balázs Taróczy John McEnroe        | Jeff Borowiak Peter Fleming John Lloyd Deon Joubert                          |
| 30 luglio | South Orange Open 1978 South Orange, Stati Uniti Terra rossa – 75 000 $ – S32/D16 Singolare - Doppio        | Peter Fleming John McEnroe 6–3, 6–3         | Ion Țiriac Guillermo Vilas     | Balázs Taróczy John McEnroe        | Jeff Borowiak Peter Fleming John Lloyd Deon Joubert                          |
| 31 luglio | ATP Volvo International 1978 North Conway, Stati Uniti Terra rossa – 175 000 $ – S64/D32 Singolare - Doppio | Eddie Dibbs 6-4 6-4                         | John Alexander                 | Manuel Orantes Corrado Barazzutti  | Harold Solomon Wojciech Fibak Gene Mayer Heinz Günthardt                     |
| 31 luglio | ATP Volvo International 1978 North Conway, Stati Uniti Terra rossa – 175 000 $ – S64/D32 Singolare - Doppio | Robin Drysdale Van Winitsky 6–3, 6–4        | Mike Fishbach Bernard Mitton   | Manuel Orantes Corrado Barazzutti  | Harold Solomon Wojciech Fibak Gene Mayer Heinz Günthardt                     |
| 6 agosto  | New Orleans Open 1978 New Orleans, Stati Uniti Sintetico indoor – 75 000 $ – S32/D16 Singolare - Doppio     | Roscoe Tanner 6-3 7-5                       | Victor Amaya                   | Brian Teacher Brian Fairlie        | Terry Rocavert Tom Leonard Bill Scanlon Dick Stockton                        |
| 6 agosto  | New Orleans Open 1978 New Orleans, Stati Uniti Sintetico indoor – 75 000 $ – S32/D16 Singolare - Doppio     | Dick Stockton Erik Van Dillen 6–3, 7–5      | Ismail El Shafei Brian Fairlie | Brian Teacher Brian Fairlie        | Terry Rocavert Tom Leonard Bill Scanlon Dick Stockton                        |

### Agosto
| Settimana | Torneo | Vincitore                                        | Finalista                        | Semifinalisti                     | Eliminati ai quarti                                                 |
| --------- | --- | ------------------------------------------------ | -------------------------------- | --------------------------------- | ------------------------------------------------------------------- |
| 7 agosto  | Columbus Open 1978 Columbus, Ohio, Stati Uniti Terra rossa – 75 000 $ – S32/D16 Singolare - Doppio                         | Arthur Ashe 6-3 6-4                              | Bob Lutz                         | Brian Gottfried Eliot Teltscher   | Francisco González Iván Molina Peter Fleming Tom Gullikson          |
| 7 agosto  | Columbus Open 1978 Columbus, Ohio, Stati Uniti Terra rossa – 75 000 $ – S32/D16 Singolare - Doppio                         | Colin Dibley Bob Giltinan 6–2, 6–3               | Marcelo Lara Eliot Teltscher     | Brian Gottfried Eliot Teltscher   | Francisco González Iván Molina Peter Fleming Tom Gullikson          |
| 7 agosto  | U.S. Men's Clay Court Championships 1978 Indianapolis, Indiana, USA Terra rossa – 175 000 $ – S64/D32 Singolare - Doppio   | Jimmy Connors 7-5 6-1                            | José Higueras                    | Manuel Orantes Corrado Barazzutti | John McEnroe Jeff Borowiak Kjell Johansson Guillermo Vilas          |
| 7 agosto  | U.S. Men's Clay Court Championships 1978 Indianapolis, Indiana, USA Terra rossa – 175 000 $ – S64/D32 Singolare - Doppio   | Gene Mayer Hank Pfister 6-3, 6-1                 | Jeff Borowiak Chris Lewis        | Manuel Orantes Corrado Barazzutti | John McEnroe Jeff Borowiak Kjell Johansson Guillermo Vilas          |
| 14 agosto | Canada Open 1978 Toronto, Canada Terra rossa – 175 000 $ – S48/D24 Singolare - Doppio                                      | Eddie Dibbs 5-7 6-4 6-1                          | José Luis Clerc                  | Chris Lewis Brian Gottfried       | John McEnroe Raúl Ramírez Balázs Taróczy Iván Molina                |
| 14 agosto | Canada Open 1978 Toronto, Canada Terra rossa – 175 000 $ – S48/D24 Singolare - Doppio                                      | Wojciech Fibak Tom Okker 6–3, 7-6                | Colin Dowdeswell Heinz Günthardt | Chris Lewis Brian Gottfried       | John McEnroe Raúl Ramírez Balázs Taróczy Iván Molina                |
| 14 agosto | Stowe Open 1978 Stowe, Stati Uniti Cemento – 75 000 $ – S32/D16 Singolare - Doppio                                         | Jimmy Connors 6-2 6-3                            | Tim Gullikson                    | Bob Lutz Eliot Teltscher          | Tom Gullikson Cliff Richey Peter Fleming Harold Solomon             |
| 14 agosto | Stowe Open 1978 Stowe, Stati Uniti Cemento – 75 000 $ – S32/D16 Singolare - Doppio                                         | Tim Gullikson Tom Gullikson 3–6, 7–6, 6–3        | Mark Edmondson Kim Warwick       | Bob Lutz Eliot Teltscher          | Tom Gullikson Cliff Richey Peter Fleming Harold Solomon             |
| 20 agosto | ATP Cleveland 1978 Cleveland, Stati Uniti Cemento – 50 000 $ – S32/D16 Singolare - Doppio                                  | Peter Feigl 4-6 6-3 6-3                          | Van Winitsky                     | Mike Cahill Dick Stockton         | Christophe Roger-Vasselin Erik Van Dillen Rick Fisher Pascal Portes |
| 20 agosto | ATP Cleveland 1978 Cleveland, Stati Uniti Cemento – 50 000 $ – S32/D16 Singolare - Doppio                                  | Dick Stockton Erik Van Dillen 6–1, 6–4           | Rick Fisher Bruce Manson         | Mike Cahill Dick Stockton         | Christophe Roger-Vasselin Erik Van Dillen Rick Fisher Pascal Portes |
| 21 agosto | Atlanta Open 1978 Atlanta, Stati Uniti Cemento – 50 000 $ – S32/D16 Singolare - Doppio                                     | Stan Smith 4-6 6-1 2-1 ritiro                    | Eliot Teltscher                  | Roscoe Tanner Butch Walts         | Brian Teacher Alvin Gardiner John James Bruce Manson                |
| 21 agosto | Atlanta Open 1978 Atlanta, Stati Uniti Cemento – 50 000 $ – S32/D16 Singolare - Doppio                                     | John Alexander Butch Walts 3-6, 6-4, 7-6         | Mike Cahill Marcelo Lara         | Roscoe Tanner Butch Walts         | Brian Teacher Alvin Gardiner John James Bruce Manson                |
| 21 agosto | U.S. Pro Tennis Championships 1978 Boston, Massachusetts, Stati Uniti Terra rossa – 200 000 $ – S64/D32 Singolare - Doppio | Manuel Orantes 6-4 6-3                           | Harold Solomon                   | Corrado Barazzutti Arthur Ashe    | John McEnroe José Higueras Wojciech Fibak José Luis Clerc           |
| 21 agosto | U.S. Pro Tennis Championships 1978 Boston, Massachusetts, Stati Uniti Terra rossa – 200 000 $ – S64/D32 Singolare - Doppio | Víctor Pecci Balázs Taróczy 6-3, 3-6, 6-1        | Heinz Günthardt Van Winitsky     | Corrado Barazzutti Arthur Ashe    | John McEnroe José Higueras Wojciech Fibak José Luis Clerc           |
| 29 agosto | US Open 1978 New York, Stati Uniti Grande Slam Cemento - 128S/64D Singolare - Doppio - Doppio misto                        | Jimmy Connors 6-4 6-2 6-2                        | Björn Borg                       | Vitas Gerulaitis John McEnroe     | Raúl Ramírez Johan Kriek Butch Walts Brian Gottfried                |
| 29 agosto | US Open 1978 New York, Stati Uniti Grande Slam Cemento - 128S/64D Singolare - Doppio - Doppio misto                        | Bob Lutz Stan Smith 1–6, 7–5, 6–3                | Marty Riessen Sherwood Stewart   | Vitas Gerulaitis John McEnroe     | Raúl Ramírez Johan Kriek Butch Walts Brian Gottfried                |
| 29 agosto | US Open 1978 New York, Stati Uniti Grande Slam Cemento - 128S/64D Singolare - Doppio - Doppio misto                        | Doppio misto: Betty Stöve Frew McMillan 6–3, 7-6 | Billie Jean King Ray Ruffels     | Vitas Gerulaitis John McEnroe     | Raúl Ramírez Johan Kriek Butch Walts Brian Gottfried                |

### Settembre
| Settimana    | Torneo | Vincitore                                        | Finalista                      | Semifinalisti                | Eliminati ai quarti                                         |
| ------------ | --- | ------------------------------------------------ | ------------------------------ | ---------------------------- | ----------------------------------------------------------- |
| 11 settembre | ATP World of Doubles 1978 Woodlands, Stati Uniti Cemento - $125 000 - Terra rossa Doppio                                  | Wojciech Fibak Tom Okker 7–6, 3–6, 4–6, 7–6, 6–3 | Marty Riessen Sherwood Stewart |                              |                                                             |
| 18 settembre | Los Angeles Open 1978 Los Angeles, California, Stati Uniti Sintetico indoor – 200 000 $ – S64/D32 Singolare - Doppio      | Arthur Ashe 6-2 6-4                              | Brian Gottfried                | Harold Solomon Peter Fleming | Dick Stockton Jan Norback John Lloyd Cliff Drysdale         |
| 18 settembre | Los Angeles Open 1978 Los Angeles, California, Stati Uniti Sintetico indoor – 200 000 $ – S64/D32 Singolare - Doppio      | John Alexander Phil Dent 6-3, 7-6                | Fred McNair Raúl Ramírez       | Harold Solomon Peter Fleming | Dick Stockton Jan Norback John Lloyd Cliff Drysdale         |
| 18 settembre | Hartford WCT 1978 Hartford, Stati Uniti Sintetico indoor – 75 000 $ – S32/D16 Singolare - Doppio                          | John McEnroe 6-3, 7-5                            | Johan Kriek                    | Hank Pfister Andrew Pattison | Gene Mayer Alvin Gardiner Antonio Muñoz Bill Scanlon        |
| 18 settembre | Hartford WCT 1978 Hartford, Stati Uniti Sintetico indoor – 75 000 $ – S32/D16 Singolare - Doppio                          | William Maze John McEnroe 6-3, 3-6 7-5           | Mark Edmondson Van Winitsky    | Hank Pfister Andrew Pattison | Gene Mayer Alvin Gardiner Antonio Muñoz Bill Scanlon        |
| 24 settembre | British Hard Court Championships 1978 Bournemouth, Gran Bretagna Terra rossa– 50 000 $ – S32/D16 Singolare - Doppio       | José Higueras 6-2 6-1 6-3                        | Paolo Bertolucci               | Ángel Giménez Andrew Jarrett | John Feaver Chris Lewis Mark Cox Iván Molina                |
| 24 settembre | British Hard Court Championships 1978 Bournemouth, Gran Bretagna Terra rossa– 50 000 $ – S32/D16 Singolare - Doppio       | Louk Sanders Rolf Thung 6–3, 6–4                 | David Carter Rod Frawley       | Ángel Giménez Andrew Jarrett | John Feaver Chris Lewis Mark Cox Iván Molina                |
| 25 settembre | Aix-en-Provence Open 1978 Aix-en-Provence, Francia Terra rossa – 50 000 $ – S32/D16 Singolare - Doppio                    | Guillermo Vilas 6-3 6-0 6-3                      | José Luis Clerc                | Chris Lewis Ivan Lendl       | Patrick Proisy Georges Goven Éric Deblicker Tomáš Šmíd      |
| 25 settembre | Aix-en-Provence Open 1978 Aix-en-Provence, Francia Terra rossa – 50 000 $ – S32/D16 Singolare - Doppio                    | Ion Țiriac Guillermo Vilas 7–6, 6–1              | Jan Kodeš Tomáš Šmíd           | Chris Lewis Ivan Lendl       | Patrick Proisy Georges Goven Éric Deblicker Tomáš Šmíd      |
| 25 settembre | Mexico City Open 1978 Città del Messico, Messico Terra rossa – 50 000 $ – S32/D16 Singolare - Doppio                      | Vijay Amritraj 6-4 6-4                           | Raúl Ramírez                   | Jorge Andrew Sashi Menon     | Eric Friedler Anand Amritraj Lito Álvarez Roberto Chavez    |
| 25 settembre | Mexico City Open 1978 Città del Messico, Messico Terra rossa – 50 000 $ – S32/D16 Singolare - Doppio                      | Anand Amritraj Vijay Amritraj 6-4, 7-5           | Fred McNair Raúl Ramírez       | Jorge Andrew Sashi Menon     | Eric Friedler Anand Amritraj Lito Álvarez Roberto Chavez    |
| 25 settembre | Pacific Coast Championships 1978 San Francisco, California, USA Sintetico indoor – 175 000 $ – S64/D32 Singolare - Doppio | John McEnroe 2-6 7-6 6-2                         | Dick Stockton                  | Pat Du Pré Eddie Dibbs       | Andrew Pattison Brian Teacher Roscoe Tanner Adriano Panatta |
| 25 settembre | Pacific Coast Championships 1978 San Francisco, California, USA Sintetico indoor – 175 000 $ – S64/D32 Singolare - Doppio | Peter Fleming John McEnroe 5-7, 6-4, 6-4         | Bob Lutz Stan Smith            | Pat Du Pré Eddie Dibbs       | Andrew Pattison Brian Teacher Roscoe Tanner Adriano Panatta |

### Ottobre
| Settimana  | Torneo | Vincitore                                    | Finalista                          | Semifinalisti                         | Eliminati ai quarti                                         |
| ---------- | --- | -------------------------------------------- | ---------------------------------- | ------------------------------------- | ----------------------------------------------------------- |
| 2 ottobre  | Hawaiian Open 1978 Maui, Hawaii, Stati Uniti Cemento – 100 000 $ – S32/D16 Singolare - Doppio                  | Bill Scanlon 6-2 6-0                         | Peter Fleming                      | Raúl Ramírez John McEnroe             | Tim Gullikson Sandy Mayer Roscoe Tanner Harold Solomon      |
| 2 ottobre  | Hawaiian Open 1978 Maui, Hawaii, Stati Uniti Cemento – 100 000 $ – S32/D16 Singolare - Doppio                  | Tim Gullikson Tom Gullikson 7–6, 7–6         | Peter Fleming John McEnroe         | Raúl Ramírez John McEnroe             | Tim Gullikson Sandy Mayer Roscoe Tanner Harold Solomon      |
| 8 ottobre  | Madrid Tennis Grand Prix 1978 Madrid, Spagna Terra rossa – 100 000 $ – S64/D32 Singolare - Doppio              | José Higueras 6-7 6-3 6-3                    | Tomáš Šmíd                         | Corrado Barazzutti Balázs Taróczy     | Pavel Složil Hans Gildemeister Adriano Panatta Jaime Fillol |
| 8 ottobre  | Madrid Tennis Grand Prix 1978 Madrid, Spagna Terra rossa – 100 000 $ – S64/D32 Singolare - Doppio              | Wojciech Fibak Jan Kodeš 6-7, 6-1, 6-2       | Pavel Složil Tomáš Šmíd            | Corrado Barazzutti Balázs Taróczy     | Pavel Složil Hans Gildemeister Adriano Panatta Jaime Fillol |
| 9 ottobre  | Torneo Godó 1978 Barcellona, Spagna Cemento – 175 000 $ – S64/D32 Singolare - Doppio                           | Balázs Taróczy 1-6 7-5 4-6                   | Ilie Năstase                       | Ivan Lendl Paolo Bertolucci           | Wojciech Fibak Uli Pinner José Higueras Tomáš Šmíd          |
| 9 ottobre  | Torneo Godó 1978 Barcellona, Spagna Cemento – 175 000 $ – S64/D32 Singolare - Doppio                           | Željko Franulović Hans Gildemeister 6-1, 6-4 | Jean-Louis Haillet Gilles Moretton | Ivan Lendl Paolo Bertolucci           | Wojciech Fibak Uli Pinner José Higueras Tomáš Šmíd          |
| 9 ottobre  | South Pacific Tennis Classic 1978 Brisbane, Australia Erba – 50 000 $ – S32/D16 Singolare - Doppio             | Mark Edmondson 6-4 7-6                       | John Alexander                     | Arthur Ashe Ken Rosewall              | Allan Stone Ross Case Tom Gorman Phil Dent                  |
| 9 ottobre  | South Pacific Tennis Classic 1978 Brisbane, Australia Erba – 50 000 $ – S32/D16 Singolare - Doppio             | John Alexander Phil Dent 6-3, 7-6            | Syd Ball Allan Stone               | Arthur Ashe Ken Rosewall              | Allan Stone Ross Case Tom Gorman Phil Dent                  |
| 16 ottobre | Australian Indoor Championships 1978 Sydney, Australia Cemento indoor – 175 000 $ – S32/D16 Singolare - Doppio | Jimmy Connors 6-0 6-0 6-4                    | Geoff Masters                      | Pat Du Pré Ken Rosewall               | John Newcombe Sherwood Stewart Terry Rocavert Phil Dent     |
| 16 ottobre | Australian Indoor Championships 1978 Sydney, Australia Cemento indoor – 175 000 $ – S32/D16 Singolare - Doppio | John Newcombe Tony Roche 6–4, 6–3            | Mark Edmondson John Marks          | Pat Du Pré Ken Rosewall               | John Newcombe Sherwood Stewart Terry Rocavert Phil Dent     |
| 23 ottobre | Swiss Indoors 1978 Basilea, Svizzera Sintetico indoor – 75 000 $ – S32/D16 Singolare - Doppio                  | Guillermo Vilas 6-3 5-7 7-5                  | John McEnroe                       | Wojciech Fibak Victor Amaya           | Rolf Gehring Uli Pinner Raymond Moore Heinz Günthardt       |
| 23 ottobre | Swiss Indoors 1978 Basilea, Svizzera Sintetico indoor – 75 000 $ – S32/D16 Singolare - Doppio                  | Wojciech Fibak John McEnroe 7-6, 7-5         | Bruce Manson Andrew Pattison       | Wojciech Fibak Victor Amaya           | Rolf Gehring Uli Pinner Raymond Moore Heinz Günthardt       |
| 23 ottobre | Japan Open Tennis Championships 1978 Tokyo, Giappone Terra rossa – 125 000 $ – S64/D32 Singolare - Doppio      | Adriano Panatta 6-3 6-3                      | Pat Du Pré                         | Željko Franulović Christopher Mottram | Eddie Dibbs Geoff Masters Jun Kuki Nick Saviano             |
| 23 ottobre | Japan Open Tennis Championships 1978 Tokyo, Giappone Terra rossa – 125 000 $ – S64/D32 Singolare - Doppio      | Ross Case Geoff Masters 6-2, 4-6, 6-1        | Željko Franulović Buster Mottram   | Željko Franulović Christopher Mottram | Eddie Dibbs Geoff Masters Jun Kuki Nick Saviano             |
| 23 ottobre | Vienna Open 1978 Vienna, Austria Sintetico indoor – 75 000 $ – S32/D16 Singolare - Doppio                      | Stan Smith 4-6 7-6 7-6                       | Balázs Taróczy                     | Johan Kriek Corrado Barazzutti        | Brian Gottfried John Austin Ove Bengtson Tomáš Šmíd         |
| 23 ottobre | Vienna Open 1978 Vienna, Austria Sintetico indoor – 75 000 $ – S32/D16 Singolare - Doppio                      | Víctor Pecci Balázs Taróczy 6–3, 6–7, 6–4    | Bob Hewitt Frew McMillan           | Johan Kriek Corrado Barazzutti        | Brian Gottfried John Austin Ove Bengtson Tomáš Šmíd         |
| 30 ottobre | Cologne Grand Prix 1978 Colonia, Germania Cemento indoor – 75 000 $ – S32/D16 Singolare - Doppio               | Wojciech Fibak 6–2, 0–1, ritiro              | Vijay Amritraj                     | John McEnroe Heinz Günthardt          | Johan Kriek Karl Meiler Balázs Taróczy Corrado Barazzutti   |
| 30 ottobre | Cologne Grand Prix 1978 Colonia, Germania Cemento indoor – 75 000 $ – S32/D16 Singolare - Doppio               | Peter Fleming John McEnroe 6–3, 6–2          | Bob Hewitt Frew McMillan           | John McEnroe Heinz Günthardt          | Johan Kriek Karl Meiler Balázs Taróczy Corrado Barazzutti   |
| 30 ottobre | Tokyo Indoor 1978 Tokyo, Giappone Sintetico indoor – 200 000 $ – S32/D16 Singolare - Doppio                    | Björn Borg 6-3 6-4                           | Brian Teacher                      | Sandy Mayer Ilie Năstase              | Arthur Ashe Vitas Gerulaitis Eddie Dibbs Harold Solomon     |
| 30 ottobre | Tokyo Indoor 1978 Tokyo, Giappone Sintetico indoor – 200 000 $ – S32/D16 Singolare - Doppio                    | Ross Case Geoff Masters 6-3, 6-4             | Pat Du Pré Tom Gorman              | Sandy Mayer Ilie Năstase              | Arthur Ashe Vitas Gerulaitis Eddie Dibbs Harold Solomon     |
| 30 ottobre | Paris Open 1978 Parigi, Francia Cemento indoor – 50 000 $ – S32/D16 Singolare - Doppio                         | Bob Lutz 6-2 6-2 7-6                         | Tom Gullikson                      | Brian Gottfried Mark Cox              | Robin Drysdale Uli Pinner Patrick Proisy John Austin        |
| 30 ottobre | Paris Open 1978 Parigi, Francia Cemento indoor – 50 000 $ – S32/D16 Singolare - Doppio                         | Bruce Manson Andrew Pattison 7–6, 6–2        | Ion Țiriac Guillermo Vilas         | Brian Gottfried Mark Cox              | Robin Drysdale Uli Pinner Patrick Proisy John Austin        |

### Novembre
| Settimana   | Torneo | Vincitore                                  | Finalista                            | Semifinalisti                     | Eliminati ai quarti                                          |
| ----------- | --- | ------------------------------------------ | ------------------------------------ | --------------------------------- | ------------------------------------------------------------ |
| 6 novembre  | Stockholm Open 1978 Stoccolma, Svezia Cemento indoor – 175 000 $ – S64/D32 Singolare - Doppio                            | John McEnroe 6-2 6-2                       | Tim Gullikson                        | Björn Borg Wojciech Fibak         | Peter Fleming Tom Okker Arthur Ashe Stan Smith               |
| 6 novembre  | Stockholm Open 1978 Stoccolma, Svezia Cemento indoor – 175 000 $ – S64/D32 Singolare - Doppio                            | Tom Okker Wojciech Fibak 6–3, 6–2          | Stan Smith Bob Lutz                  | Björn Borg Wojciech Fibak         | Peter Fleming Tom Okker Arthur Ashe Stan Smith               |
| 13 novembre | Hong Kong Open 1978 Hong Kong, Hong Kong Cemento – 75 000 $ – S32/D16 Singolare - Doppio                                 | Eliot Teltscher 6-4 6-3 6-2                | Pat Du Pré                           | Hank Pfister Ramesh Krishnan      | Butch Walts Ken Rosewall Geoff Masters Terry Moor            |
| 13 novembre | Hong Kong Open 1978 Hong Kong, Hong Kong Cemento – 75 000 $ – S32/D16 Singolare - Doppio                                 | Mark Edmondson John Marks 5–7, 7–6, 6–1    | Hank Pfister Brad Rowe               | Hank Pfister Ramesh Krishnan      | Butch Walts Ken Rosewall Geoff Masters Terry Moor            |
| 13 novembre | ATP Taipei 1978 Taipei, Taiwan Sintetico indoor – 50 000 $ – S32/D16 Singolare - Doppio                                  | Brian Teacher 6-3 6-3 6-3                  | Tom Gorman                           | Mike Cahill Pat Du Pré            | Butch Walts Steve Docherty Yannick Noah Pascal Portes        |
| 13 novembre | ATP Taipei 1978 Taipei, Taiwan Sintetico indoor – 50 000 $ – S32/D16 Singolare - Doppio                                  | Sherwood Stewart Butch Walts 6-2, 6-7, 7-6 | Mark Edmondson John Marks            | Mike Cahill Pat Du Pré            | Butch Walts Steve Docherty Yannick Noah Pascal Portes        |
| 14 novembre | Wembley Championship 1978 Wembley, Gran Bretagna Sintetico indoor – 175 000 $ – S32/D16 Singolare - Doppio               | John McEnroe 6-7 6-4 7-6 6-2               | Tim Gullikson                        | Arthur Ashe Dick Stockton         | Sandy Mayer Stan Smith Corrado Barazzutti Adriano Panatta    |
| 14 novembre | Wembley Championship 1978 Wembley, Gran Bretagna Sintetico indoor – 175 000 $ – S32/D16 Singolare - Doppio               | Peter Fleming John McEnroe 7-6 4-6 6-4     | Bob Hewitt Frew McMillan             | Arthur Ashe Dick Stockton         | Sandy Mayer Stan Smith Corrado Barazzutti Adriano Panatta    |
| 19 novembre | International Tennis Championships of Colombia 1978 Bogotà, Colombia Terra rossa – 50 000 $ – S32/D16 Singolare - Doppio | Víctor Pecci 6-4 4-6 6-3                   | Rolf Gehring                         | Jose Luis Damiani Paul McNamee    | José Higueras Jairo Velasco, Sr. Chris Lewis Andrew Pattison |
| 19 novembre | International Tennis Championships of Colombia 1978 Bogotà, Colombia Terra rossa – 50 000 $ – S32/D16 Singolare - Doppio | Álvaro Fillol Jaime Fillol 6–4, 6–3        | Hans Gildemeister Víctor Pecci       | Jose Luis Damiani Paul McNamee    | José Higueras Jairo Velasco, Sr. Chris Lewis Andrew Pattison |
| 20 novembre | Bologna Indoor 1978 Bologna, Italia Sintetico indoor – 50 000 $ – S32/D16 Singolare - Doppio                             | Peter Fleming 6-2 7-6(5)                   | Adriano Panatta                      | John McEnroe Željko Franulović    | Karl Meiler Balázs Taróczy Tomáš Šmíd Bernie Mitton          |
| 20 novembre | Bologna Indoor 1978 Bologna, Italia Sintetico indoor – 50 000 $ – S32/D16 Singolare - Doppio                             | Peter Fleming John McEnroe 6–1, 6–4        | Jean-Louis Haillet Antonio Zugarelli | John McEnroe Željko Franulović    | Karl Meiler Balázs Taróczy Tomáš Šmíd Bernie Mitton          |
| 20 novembre | Philippine International 1978 Manila, Filippine Terra rossa – 75 000 $ – S32/D16 Singolare - Doppio                      | Yannick Noah 7-6 6-0                       | Peter Feigl                          | Peter McNamara Brian Teacher      | Mike Cahill Ángel Giménez Terry Moor Tom Gorman              |
| 20 novembre | Philippine International 1978 Manila, Filippine Terra rossa – 75 000 $ – S32/D16 Singolare - Doppio                      | Sherwood Stewart Brian Teacher 6–3, 7–6    | Ross Case Chris Kachel               | Peter McNamara Brian Teacher      | Mike Cahill Ángel Giménez Terry Moor Tom Gorman              |
| 26 novembre | ATP Buenos Aires 1978 Buenos Aires, Argentina Terra rossa – 175 000 $ – S32/D16 Singolare - Doppio                       | José Luis Clerc 6-4 6-4                    | Víctor Pecci                         | Corrado Barazzutti Harold Solomon | Carlos Kirmayr José Higueras Ricardo Ycaza Chris Lewis       |
| 26 novembre | ATP Buenos Aires 1978 Buenos Aires, Argentina Terra rossa – 175 000 $ – S32/D16 Singolare - Doppio                       | Chris Lewis Van Winitsky 6–4, 3–6, 6–0     | José Luis Clerc Belus Prajoux        | Corrado Barazzutti Harold Solomon | Carlos Kirmayr José Higueras Ricardo Ycaza Chris Lewis       |

### Dicembre
| Settimana   | Torneo                                                                                           | Vincitore                               | Finalista                    | Semifinalisti                   | Eliminati ai quarti                                                             |
| ----------- | ------------------------------------------------------------------------------------------------ | --------------------------------------- | ---------------------------- | ------------------------------- | ------------------------------------------------------------------------------- |
| 4 dicembre  | Indian Open 1978 Calcutta, India Terra rossa – 50 000 $ – S32/D16 Singolare - Doppio             | Yannick Noah 6-3 6-2                    | Pascal Portes                | Anand Amritraj Louk Sanders     | Vijay Amritraj Sherwood Stewart Ramesh Krishnan Christophe Freyss               |
| 4 dicembre  | Indian Open 1978 Calcutta, India Terra rossa – 50 000 $ – S32/D16 Singolare - Doppio             | Sashi Menon Sherwood Stewart 7–6, 6–4   | Gilles Moretton Yannick Noah | Anand Amritraj Louk Sanders     | Vijay Amritraj Sherwood Stewart Ramesh Krishnan Christophe Freyss               |
| 4 dicembre  | South African Open 1978 Johannesburg, Sudafrica Cemento – 175 000 $ – S32/D16 Singolare - Doppio | Tim Gullikson 2-6 7-6 7-6               | Harold Solomon               | Johan Kriek David Schneider     | Tom Gullikson Colin Dowdeswell Peter Fleming Heinz Günthardt                    |
| 4 dicembre  | South African Open 1978 Johannesburg, Sudafrica Cemento – 175 000 $ – S32/D16 Singolare - Doppio | Peter Fleming Raymond Moore 6-3, 7-6    | Bob Hewitt Frew McMillan     | Johan Kriek David Schneider     | Tom Gullikson Colin Dowdeswell Peter Fleming Heinz Günthardt                    |
| 4 dicembre  | Santiago Open 1978 Santiago, Cile Terra rossa – 75 000 $ – S32/D16 Singolare - Doppio            | José Luis Clerc 3-6 6-3 6-1             | Víctor Pecci                 | Paul McNamee Rolf Gehring       | Paolo Bertolucci Ricardo Cano Hans Gildemeister Fernando Maynetto               |
| 4 dicembre  | Santiago Open 1978 Santiago, Cile Terra rossa – 75 000 $ – S32/D16 Singolare - Doppio            | Hans Gildemeister Víctor Pecci 6–4, 6–3 | Álvaro Fillol Jaime Fillol   | Paul McNamee Rolf Gehring       | Paolo Bertolucci Ricardo Cano Hans Gildemeister Fernando Maynetto               |
| 11 dicembre | WCT Challenge Cup 1978 Montego Bay, Giamaica Cemento – 320 000 $ – S8 Singolare                  | Ilie Năstase 2–6, 5–6, 6–2, 6–4, 6–4    | Peter Fleming                | Raúl Ramírez Björn Borg         | Perdenti al Round Robin John McEnroe Harold Solomon Dick Stockton Roscoe Tanner |
| 24 dicembre | New South Wales Open 1978 Sydney, Australia Erba – 100 000 $ – S64/D32 Singolare - Doppio        | Tim Wilkison 6-3 6-3 6-7 3-6 6-2        | Kim Warwick                  | Sherwood Stewart John Alexander | Guillermo Vilas Paul Kronk Allan Stone Bernie Mitton                            |
| 24 dicembre | New South Wales Open 1978 Sydney, Australia Erba – 100 000 $ – S64/D32 Singolare - Doppio        | Sherwood Stewart Hank Pfister 6-4, 6-4  | Syd Ball Bob Carmichael      | Sherwood Stewart John Alexander | Guillermo Vilas Paul Kronk Allan Stone Bernie Mitton                            |
| 26 dicembre | Australian Open 1978 Melbourne, Australia Grande Slam Singolare - Doppio                         | Guillermo Vilas 6-4 6-4 3-6             | John Marks                   | Hank Pfister Arthur Ashe        | Tony Roche Paul Kronk Peter Feigl John Alexander                                |
| 26 dicembre | Australian Open 1978 Melbourne, Australia Grande Slam Singolare - Doppio                         | Wojciech Fibak Kim Warwick 7–6, 7–5     | Paul Kronk Cliff Letcher     | Hank Pfister Arthur Ashe        | Tony Roche Paul Kronk Peter Feigl John Alexander                                |

### Gennaio 1979
| Settimana  | Torneo | Vincitore                                | Finalista                | Semifinalisti               | Eliminati ai quarti                                          |
| ---------- | --- | ---------------------------------------- | ------------------------ | --------------------------- | ------------------------------------------------------------ |
| 10 gennaio | Colgate-Palmolive Masters 1978 New York, Stati Uniti Sintetico indoor – 400 000 $ – S8/D4 Singolare - Doppio | John McEnroe 6-7 6-3 7-5                 | Arthur Ashe              | Brian Gottfried Eddie Dibbs | Jimmy Connors Harold Solomon Raúl Ramírez Corrado Barazzutti |
| 10 gennaio | Colgate-Palmolive Masters 1978 New York, Stati Uniti Sintetico indoor – 400 000 $ – S8/D4 Singolare - Doppio | Peter Fleming John McEnroe 6–4, 6–2, 6–4 | Wojciech Fibak Tom Okker | Brian Gottfried Eddie Dibbs | Jimmy Connors Harold Solomon Raúl Ramírez Corrado Barazzutti |

## Debutti
- Ivan Lendl
- John McEnroe